# Бас Ам
Бас Ам (фр. Basse-Ham) је насељено место у Француској у региону Лорена, у департману Мозел.
По подацима из 2011. године у општини је живело 2326 становника, а густина насељености је износила 231,44 становника/km².

## Демографија
| 1962. | 1968. | 1975. | 1982. | 1990. | 2011. |
| ----- | ----- | ----- | ----- | ----- | ----- |
| 1.329 | 1.895 | 2.016 | 2.141 | 1.986 | 2.326 |